# Raman Raghav 2.0
Raman Raghav 2.0 (estrenada internacionalment com a Psycho Raman) és un thriller psicològic neo-noir de l'Índia del 2016 dirigida per Anurag Kashyap. Produïda per Kashyap, Vikramaditya Motwane, Vikas Bahl i Madhu Mantena, la pel·lícula és protagonitzada per Nawazuddin Siddiqui, Vicky Kaushal i la debutant Sobhita Dhulipala. Representa en vuit capítols la persecució del gat i la rata de l'assassí en sèrie Ramanna (Siddiqui) pel policia corrupte Raghavan (Kaushal). L'assassí de la vida real Raman Raghav, que va operar a Bombai durant la dècada de 1960, va inspirar la pel·lícula.
Kashyap inicialment volia fer una pel·lícula d'època sobre Raman Raghav, però després del fracàs comercial de Bombay Velvet (2015), la seva pel·lícula anterior que també estava ambientada als anys seixanta, es va adonar que no seria capaç. per trobar finançament. Abandonant el concepte de peça d'època, va coescriure la pel·lícula amb Vasan Bala, situant-la en l'època contemporània. La música de la pel·lícula va ser composta per Ram Sampath, i Varun Grover va escriure la lletra. Jay Oza va ser el director de fotografia de la pel·lícula i Aarti Bajaj com a editor.
Raman Raghav 2.0 es va estrenar a la secció Quinzena de Cineastes al 69è Festival Internacional de Cinema de Canes. També es va projectar al Festival de Cinema de Sydney de 2016, al Festival Internacional de Cinema de Singapur, al FanTasia, al Festival Internacional de Cinema Fantàstic de Bucheon i a l'Indian Film Festival de Melbourne. La pel·lícula es va estrenar a l'Índia el 24 de juny de 2016, va rebre elogis de la crítica universal i va resultar ser un èxit comercial moderat, amb una recaptació de més de ₹ 70 milions (1,1 milions US$).

## Argument
El 2013, el Comissari Adjunt de Policia Raghavan Amrendra Singh Umbi, un addicte a les drogues, visita un traficant de drogues de Bombai. No obstant això, el seu pla de comprar drogues ha estat frustrat: el traficant i un altre home han estat assassinats. Investigant els assassinats l'endemà, rep un martell seguit d'una trucada telefònica anònima.
El 2015, un home anomenat Ramanna es lliura a la policia i confessa haver matat nou persones. És detingut i colpejat per la policia però aconsegueix fugir amb l'ajuda d'un grup de nois propers. Buscant menjar a casa de la seva germana Lakshmi, Ramanna discuteix amb el seu cunyat. Després de sortir de casa torna ràpidament i mata la parella i el seu fill. Raghavan es troba entre la policia que més tard va investigar l'assassinat de la família, on troba una foto de Ramanna amb Lakshmi, que confirma la participació de Ramanna en el crim.
Raghavan manté una relació amb Smrutika "Simi" Naidu, però ell és una parella abusiva: la pega i l'ha obligat a avortar tres anys. Ramanna vigila Raghavan i Simi, cosa que suggereix que existeix un vincle entre el policia i l'assassí. Aquesta vigilància es converteix en més assassinats quan Ramanna persegueix i mata la minyona de Simi i el seu marit. Després d'aquests assassinats, Ramanna és capturat per la policia amb l'ajuda d'un espectador. Tanmateix, Ramanna torna a escapar de la custòdia i mata l'home que va ajudar a la seva captura. Raghavan demostra ser ell mateix un assassí quan, després d'un viatge per visitar el seu pare, assassina un narcotraficant africà.
Aquella nit en Raghavan recull una dona anomenada Ankita en un club nocturn i la porta a casa de la Simi. Incapacitat pel consum de drogues, Raghavan no pot actuar sexualment, provocant la burla d'Ankita. En resposta, l'ataca. Encara enfurismat, busca el dipòsit de drogues que guarda a casa però no la troba. En aquest estat s'enfronta a Simi i discuteixen. Quan la Simi demana que marxi amb Ankita, colpeja Simi; el seu cap colpeja una taula de vidre matant-la a l'instant.
Ankita es tanca al bany i intenta demanar ajuda, però desisteix quan Raghavan l'amenaça i la coacciona. Aleshores elimina proves incriminatòries i organitza l'escena per implicar Ramanna en l'assassinat. Recupera una planxa de pneumàtics semblant a l'arma d'assassinat preferida de Ramanna i trenca el cap de Simi amb ella. Durant aquests preparatius, Ankita escapa.
L'endemà Ramanna es rendeix a Raghavan i reclama una profunda connexió amb ell: cada home és la meitat que falta de l'altre. Ramanna també revela el seu paper en els dos assassinats del 2013 que van obrir la pel·lícula i van iniciar aquesta connexió. Confessa un dels assassinats, però va ser testimoni de Raghavan matant l'altre home, i així va començar la seva vigilància del policia. Ramanna s'ofereix a acceptar l'acusació de l'assassinat de Simi, però només si Raghavan mata el testimoni ocular, Ankita. A l'escena final, el descens de Raghavan al mal coincideix amb el de Ramanna quan assassina Ankita a casa seva.

## Repartiment
- Nawazuddin Siddiqui com a Ramanna
- Vicky Kaushal com a ACP Raghavan "Raghav" Singh Umbi
- Sobhita Dhulipala com a Smrutika "Simi" Naidu
- Vipin Sharma com el pare de Raghav
- Amruta Subhash com a Lakshmi
- Ashok Lokhande com el marit de Lakshmi
- Harssh A. Singh com a subinspector de policia
- Mukesh Chhabra com a Usurer
- Anushka Sawhney com Ankita
- Hitesh Dave com a agent Kamble
- Rajesh Jais com Farid Haq
- Kalidas Parthitan com a Michael
- Rhea Pagar com a Violet
- Arun Singh com Swamiji

## Producció

### Desenvolupament
Raman Raghav 2.0 es va inspirar en el famós assassí en sèrie Raman Raghav, que havia matat diverses persones sense llar a Bombai durant la fi dels anys 60.Atacant les seves víctimes, va provocar un pànic generalitzat fins que va ser capturat per la policia de Bombai i va confessar a 41 assassinats.Raghav va ser condemnat a mort pel Tribunal Superior de Bombai, però el seu diagnòstic d'esquizofrènia paranoide va permetre que la seva defensa reclamar incapacitat mental i guanyar un canvi de condemna a cadena perpètua.Va ser enviat a la Presó Central de Yerawada, on va morir d'insuficiència renal el 1988 després de 19 anys d'empresonament.
El director Anurag Kashyap es va interessar per primera vegada per la història de Raman Raghav l'any 1991, quan Sriram Raghavan estava fent una pel·lícula de 68 minuts sobre l'assassí titulada Raman Raghav, A City, A Killer. Kashyap es va sentir atret per la idea d'un criminal que no estava motivat per vicis humans familiars. Segons ell, l'assassí "no tenia cap brúixola moral ni planejament" per matar algú. Inicialment volia fer una trilogia de pel·lícules d'època amb seu a Bombai, la primera de les quals va ser Bombay Velvet (2015), després una pel·lícula sobre cas d'assassinat de Nanavati després de Raman Raghav 2.0. Però després del fracàs comercial de Bombay Velvet, Kashyap es va adonar que no aconseguiria productors per a una altra pel·lícula d'època. Després va situar la pel·lícula en l'època contemporània. La pel·lícula sobre el cas Nanavati no es va materialitzar. Vasan Bala, el coguionista de la pel·lícula, havia escrit un biopic sobre Raman Raghav. Kashyap va reescriure aquest guió, inspirant-se en els assassinats reals. Va crear un agent de policia que seria la "imatge de mirall" de l'assassí, ja que sentia que era difícil crear un policia honest en un temps contemporani.<ref. nom=ment />

### Càsting
Kashyap va dir que Nawazuddin Siddiqui va ser la seva primera opció de càsting per a la pel·lícula a causa del seu "cos poc imponent". Kashyap va modelar el personatge en Raghubir Yadav, que havia interpretat a Raman Raghav a la pel·lícula de Sriram Raghavan de 1991. Siddiqui va marxar de casa durant dos dies sense informar a ningú i va començar a "temer a si mateix" mentre preparant-se per al paper.
Vicky Kaushal fou cridat per Kashyap i se li va donar dues escenes per preparar -se en cinc dies per a l'audició. Kaushal es va tancar a la sala i es va aïllar del telèfon, Internet i del diari i va seguir repetint les seves línies de les escenes. A continuació, va fer l'audició i va ser seleccionat per al paper de Raghav. Miss Earth India 2013, Sobhita Dhulipala va debutar amb aquesta pel·lícula. Havia rebut una trucada del director de càsting Mukesh Chhabra, i finalment va ser seleccionat.

### Rodatge
La fotografia principal va començar el setembre de 2015 i es va completar el 22 de novembre de 2015. Kashyap va escriure escenes més petites: "Les pel·lícules hindi normals tenen 70 escenes, les meves pel·lícules tenen 220 escenes". Va mencionar que va ajudar a fer que la pel·lícula sembli vasta perquè les ubicacions continuaven canviant. El títol es va decidir abans que el guió estigués a punt. La tripulació va emprar tècniques de cinema de guerrilla per rodar en llocs reals de Mumbai. Siddiqui va haver de lliurar un monòleg de deu minuts a la pel·lícula. Per mantenir continuïtat], va haver d’estar encara al mateix lloc mentre la configuració de la càmera es canviava des de diferents angles. Com a resultat, va acabar parlant durant 300 minuts en la mateixa posició. Després de la sessió, l'actor va experimentar un apagament i no va poder parlar durant algun moment. El personatge de Kaushal es mostra esnifant cocaïna al llarg de la pel·lícula. Per fer una pols de quasi-cocaïna, la tripulació va utilitzar Glucon-D i blat de moro. Kaushal va practicar inhalar la pols per les seves escenes a la pel·lícula.
Mentre rodava en algun entorn poc higiènic, Siddiqui va caure malalt i va ser hospitalitzat durant cinc dies. La seva dona després va dir que Siddiqui repetia els seus diàlegs de la pel·lícula, mentre era semi-conscient al llit. Tot i que el diagnòstic va mostrar dengue inicialment, es va recuperar ràpidament. Va reprendre el rodatge per a la pel·lícula quan va ser donat d'alta. Siddiqui va anomenar el rodatge una experiència "mentalment drenant". Per a una escena , la tripulació va haver de rodar-la a la zona restringida de l'aeroport internacional Chhatrapati Shivaji Maharaj que era vigilada per franctiradors amb instruccions estrictes per disparar a qualsevol infiltrat. A Siddiqui se li va dir que no passés de la seva posició i es va rodar l'escena. Els efectes visuals i la seqüència de títol per a la pel·lícula van ser executats per VFX i l’estudi d'animació Plexus, basats en Mumbai. Aarti Bajaj i Jay Pinak Oza va servir com a editor i director de la fotografia respectivament. Raman Raghav 2.0 fou distribuïda per Reliance Entertainment.

## Banda sonora
La banda sonora i la partitura de fons de la pel·lícula es van compondre Ram Sampath, mentre que la lletra va ser escrita per Varun Grover. Els drets de l'àlbum van ser adquirits per T-Series, i es va publicar el 3 de juny de 2016. La primera cançó llançada va ser "Qatl-e-Aam", que Sampath va descriure com una "barreja única de ghazal i hard trance". Sona Mohapatra, Nayantara Bhatkal, Siddharth Basrur i Ram Sampath va proporcionar les veus per les cançons de l'àlbum.
La banda sonora de la pel·lícula va rebre una resposta mixta dels crítics. Swetha Ramakrishnan de FirstPost va considerar la banda sonora, "sensual, sinistra" i "eclèctica". Va anomenar la versió unplugged del "Qatl-e-aam" de Mohapatra com a "rendició més neta i més potent". Tatsam Mukherjee d’India Today va dir que la música és "la resposta angoixosa de cada músic indie a tot el que passa amb la música 'Phillum'  de Bollywood. Va descriure la veu de Bhatkal a "Behooda" com una cosa que "presta a la cançó una sensació molt semblant a un gàngster amb el violí continu, els riffs de teclat que acompanyen el cor." Escrivint per Rediff.com, Aelina Kapoor va descriure la banda sonora com "partitura no convencional que coincideix amb la reputació poc ortodoxa del cineasta". Va dir que la cançó "Paani Ka Raasta" té un toc poètic amb els baixos foscos. Manish Gaekwad va pensar que "el tema de Raghav" té un "so híbrid en què la música tecnològica es troba amb el Sarangi per crear una pista instrumental hipnòtica que explora la psique del seu protagonista."
Totes les lletres escrites per Varun Grover, totes les cançons foren compostes per Ram Sampath.
| 1.            | «Qatl-E-Aam»             | Sona Mohapatra    | 4:05  |
| 2.            | «Behooda»                | Nayantara Bhatkal | 3:10  |
| 3.            | «Paani Ka Raasta»        | Siddharth Basrur  | 4:01  |
| 4.            | «Raghav Theme»           | Instrumental      | 4:50  |
| 5.            | «Qatl-E-Aam» (Unplugged) | Sona Mohapatra    | 3:49  |
| Durada total: | Durada total:            | Durada total:     | 19:00 |

## Màrqueting i llançament
El 24 d'abril de 2016, Kashyap va llançar dos pòsters de la pel·lícula a través del seu compte oficial twitter. Van mostrar un runnel de sang i una pistola unida a un toc. La primera mirada es va revelar el 25 d'abril de 2016, que tenia Siddiqui mirant el quart mur amb els seus ulls vermells. Es va publicar un segon pòster l'1 de maig. El primer teaser de Raman Raghav 2.0 es va llançar el 6 de maig de 2016, amb un temps d'execució de 46 segons. Va ser seguit per altres tres teasers que van mostrar una visió de l'assassí en sèrie de la pel·lícula. El tràiler cinematogràfic de Raman Raghav 2.0 fou llançat el 10 de maig de 2016. Abans de l’esetrena cinematogràfica de la pel·lícula, es van publicar una sèrie de tires còmiques mostrant el personatge del títol cometent diversos delictes. Una cançó generada per un usuari "I am Ramantic" es va publicar en línia mostrant gent de Bombai i altres ciutats, que va rodar els seus deu segons de vídeos portant les ulleres de sol Raman Raghav 2.0. La pel·lícula es va publicar internacionalment amb el títol Psycho Raman.
Raman Raghav 2.0 es va estrenar al 69è Festival Internacional de Cinema de Canes, a la secció quinzena de Cineastes amb resposta positiva. Siddiqui va rebre una ovació dempeus després de la projecció de la pel·lícula. També es va estrenar al Festival de Cinema de Sydney, el Festival Internacional de Cinema de Singapur, el FanTasia, Festival Internacional de Cinema Fantàstic de Bucheon i el Festival de Cinema Indi de Melbourne de 2016. Abans del llançament, es va celebrar una projecció especial a Bombai, a la qual van assistir actors com Kangana Ranaut, Shweta Tripathi i Abhishek Chaubey. La pel·lícula es va estrenar cinematogràficament el 24 de juny de 2016 a 770 pantalles a tot el país Raman Raghav 2.0 també és disponible a Netflix. Fou estrenada com The Mumbai Murders a França el 21 de novembre de 2018.

## Recepció

### Recepció crítica
Raman Raghav 2.0 va rebre una resposta majoritàriament positiva per part dels crítics sobre el seu llançament cinematogràfic. Saibal Chattejee de NDTV va elogiar la "pel·lícula de gènere visceral", i va descriure el vilà com "una cruïlla entre Anton Chigurh  de No Country for Old Men i John Doe de Se7en. Escrivint per The Hindu, Namrata Joshi considera Raman Raghav 2.0 un thriller que "us porta a un entreteniment alt." Anna M. M. Vetticad va lloar Siddiqui per la seva representació "estranya, espantosa, [i] fastigosa" de l'assassí en sèrie, i va quedar especialment impressionat per la seva capacitat per provocar rialles "per la manera de fer-ho de fet en què ell passa sobre el seu negoci sagnant". Mohar Basu de The Times of India va escriure, "És crua, cridanera i et manté totalment en suspens". Va sentir que era una pel·lícula difícil de veure, ja que feia que l'espectador "marejat". Aseem Chhabra va compartir la visió que la pel·lícula era un "difícil de veure". Tot i que va ser crític amb la misogínia que la va convertir en una "pel·lícula difícil d'admirar", va elogiar la representació de Siddiqui amb el seu "millor esborronador". Sweta Kaushal de Hindustan Times va descriure la pel·lícula com a "esgarrifosa" i "sadisme pur".
Al contrari de les ressenyes crítiques positives, Rajeev Masand va sentir que la pel·lícula "no porta res de nou ni original al gènere assassí en sèrie." Shubhra Gupta de The Indian Express va escriure que la pel·lícula era "atmosfèrica però buida" i que els espectadors es converteixen en voyeurs fastigosos, participants reticents, sense redempció". Ananya Bhattacharya d'India Today va lloar la pel·lícula, però va sentir que el personatge de Dhulipala era un "enllaç feble" i que "no tenia gaire a fer".
Entre els crítics a l'estranger, Deborah Young de The Hollywood Reporter  va assenyalar l’actuació de Kaushal i la manca de personatges de caràcter femení, "varietat i profunditat de caràcter manquen malament al front femení, debilitant tota la pel·lícula." Maitland McDonagh va comentar que la pel·lícula realitza una "immersió sorprenentment profunda en la luxúria, l'assassinat i l'obsessió violenta" i "proporciona un parell de seqüències realment suspensives." Guy Lodge de Variety esmenta com un "thriller d'assassí en sèrie esborronadorament absorbent" i va sentir que la representació de Siddiqui té una "intensitat desenfrenada". Wendy Ide de Screen International va ressenyar la pel·lícula i la va anomenar "thriller propulsiu i sanguinari" i una "energia adrenalitzada que rarament decau". Però va sentir que la pel·lícula no té el sentit d'una "batalla d'enginy a l'estil Manhunter". Patrick Cooper de Bloody Disgusting va escriure sobre la pel·lícula: "Si només penses en Bollywood quan penses en la pel·lícula índia, Psycho Raman et donarà algun sentit, ja que es troba amb els thrillers d'assassins en sèrie estatundencs més valents". Suprateek Chatterjee de HuffPost esmenta la pel·lícula com a "exercici en valor de xoc buit".

### Taquilla
Raman Raghav 2.0 es va fer amb un pressupost de producció de ₹35 million (US$420,000). Estrenada el mateix dia que sis pel·lícules més, incloses Junooniyat i la pel·lícula de Hollywood Independence Day: Resurgence, només Raman Raghav 2.0 va rebre ressenyes favorable de la crítica. Va recaptar un total de ₹12.0 milions (US$140,000) el dia de l’estrena i ₹13.6 milions (US$160,000) el seu segon dia, fent un total de ₹24.6 milions (US$290,000). En acabar el cap de setmana de l'estrena, la pel·lícula va obtenir un total de ₹39.8 milions (US$480,000). Les vendes d’entrades van començar a caure a partir de dilluns amb una recaptació de ₹5.7 milions (US$68,000), seguida de ₹5.3 million (US$64,000) el dimarts, fent un total de ₹58 milions (US$690,000). Raman Raghav 2.0 va guanyar ₹67.4 milions (US$810,000) en la seva carrera en  sales de deu dies. Al final de la seva carrera en sales, la pel·lícula va obtenir una col·lecció de taquilla total de  ₹70 milions (US$840,000).

### Premis
Siddiqui va rebre el premi al millor actor als Asia Pacific Screen Awards. Kashyap va obtenir el Premi Asiàtic de la Federació de Festivals de Cinema Fantàstic Europa del Festival de Bucheon. Kashyap, juntament amb Siddiqui i Bala, van rebre els premis oficials del jurat al Festival de Cinema Fantàstic de Málaga.